# Un bloc neobișnuit
Un bloc neobișnuit este un film românesc din 1965 regizat de Matty Aslan.